# Ionophone

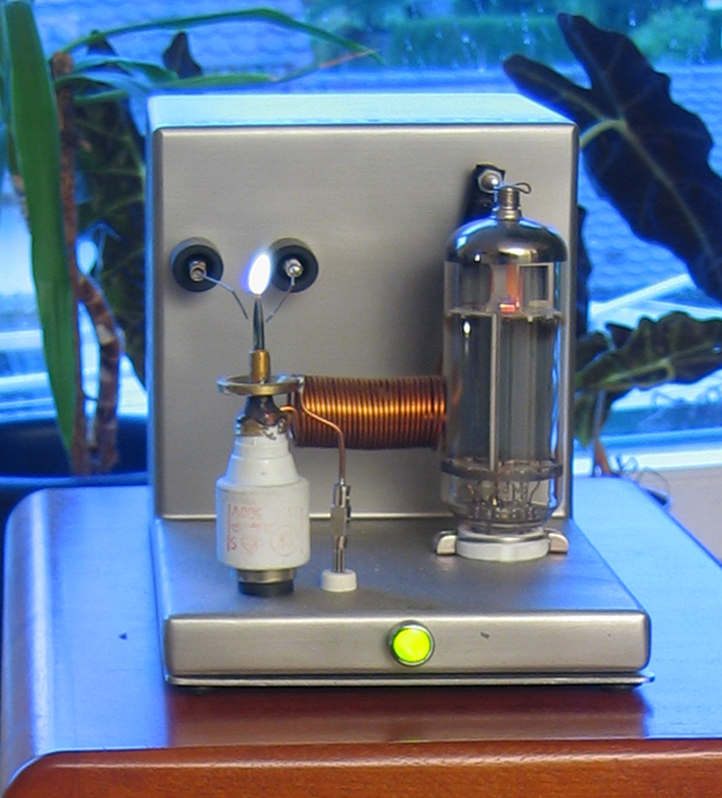
Ionophone.

 (janvier 2024).
L'ionophone est un type de haut-parleur et appareil scientifique qui fait varier la pression de l'air par l'intermédiaire d'un plasma électrique au lieu d'un diaphragme solide. Le plasma chauffe l'air environnant, ce qui provoque son expansion. En faisant varier le signal électrique qui alimente le plasma et en le connectant à la sortie d'un amplificateur audio, la taille du plasma varie, ce qui fait varier l'expansion de l'air environnant, créant ainsi des ondes sonores.

## Terminologie
En français, l'ionophone est couramment appelé haut-parleur à plasma chaud ou haut-parleur ionique.

## Histoire
Le plasma se présente généralement sous la forme d'une décharge lumineuse et agit comme un élément rayonnant sans masse. La technique est un développement beaucoup plus tardif des principes physiques démontrés par l'« arc chantant » de William Duddell en 1900, et Hermann Theodor Simon a publié le même phénomène en 1898.
Le terme d'ionophone est utilisé par le Dr Siegfried Klein qui a mis au point un appareil à plasma dont la production commerciale a été autorisée par DuKane avec l'Ionovac et par Fane Acoustics avec l'Ionofane à la fin des années 1940 et dans les années 1950. L'effet tire parti de plusieurs principes physiques : premièrement, l'ionisation d'un gaz crée un plasma hautement conducteur, qui réagit aux champs électriques et magnétiques alternatifs. Deuxièmement, ce plasma de faible densité a une masse négligeable. Ainsi, l'air reste mécaniquement couplé au plasma essentiellement sans masse, ce qui lui permet d'émettre une reproduction presque idéale de la source sonore lorsque le champ électrique ou magnétique est modulé avec le signal audio.